# Baseball-Weltmeisterschaft der Frauen 2010/Teilnehmer
Dieser Artikel behandelt die teilnehmenden Mannschaften bei der Baseball-Weltmeisterschaft der Frauen 2010 in Caracas. Die Mannschaften sind nach Kontinenten sortiert.

## Europa

### Niederlande
Die Mannschaft der Niederlande nahm zum ersten Mal an der Baseball-Weltmeisterschaft der Frauen teil.
Ergebnisse
Vorrunde Gruppe A
| Datum        | Zeit  | Stadion                                | Begegnung   | Begegnung | Begegnung         | Ergebnis   |
| ------------ | ----- | -------------------------------------- | ----------- | --------- | ----------------- | ---------- |
| 12. August   | 19:30 | Estadio José A. Casanova, Caracas      | Niederlande | -         | Venezuela         | 4:20 (5)   |
| 13. August   | 14:30 | Estadio José A. Casanova, Caracas      | Hongkong    | -         | Niederlande       | 9:12 (3) 1 |
| 15. August 2 | 15:00 | Estadio José Perez Colmenares, Maracay | Australien  | -         | Niederlande       | 16:3 (5)   |
| 16. August   | 10:00 | Estadio Aviación, Maracay              | Kanada      | -         | Niederlande       | 12:1 (5)   |
| 16. August 3 | 18:00 | Estadio Aviación, Maracay              | Niederlande | -         | Chinesisch Taipeh | 0:11       |

1 Das Spiel Hongkong gegen die Niederlande wurde nach dem dritten Inning abgebrochen. Hongkong zog sich anschließend zurück.

2 Spiel vom 14. August auf den 15. August verschoben.

3 Spiel vom 15. August auf den 16. August verschoben.

Tabellenplatz Gruppe A
| Pl. |             | S | N | Pzt.  |
| 5.  | Niederlande | 0 | 4 | 0.000 |

Zwischenrunde Gruppe D
| Datum      | Zeit  | Stadion                   | Begegnung   | Begegnung | Begegnung   | Ergebnis   |
| ---------- | ----- | ------------------------- | ----------- | --------- | ----------- | ---------- |
| 19. August | 14:00 | Estadio Aviación, Maracay | Niederlande | -         | Puerto Rico | 1:11 (5) 1 |
| 20. August | 14:00 | Estadio Aviación, Maracay | Niederlande | -         | Südkorea    | 5:15 (6)   |

1 gemäß offiziellem Box-Score

Tabellenplatz Gruppe D
| Pl. |             | S | N | Pzt.  |
| 4.  | Niederlande | 0 | 3 | 0.000 |

Finalrunde
| Spiel            | Datum      | Zeit  | Stadion                   | Begegnung   | Begegnung | Begegnung | Ergebnis |
| ---------------- | ---------- | ----- | ------------------------- | ----------- | --------- | --------- | -------- |
| Spiel um Platz 9 | 21. August | 10:00 | Estadio Aviación, Maracay | Niederlande | -         | Südkorea  | 4:11     |

## Nord- und Mittelamerika

### Kanada
Die Mannschaft aus Kanada nahm zum vierten Mal an der Baseball-Weltmeisterschaft der Frauen teil. Somit war sie bei jeder Austragung qualifiziert.
Ergebnisse
Vorrunde Gruppe A
| Datum        | Zeit  | Stadion                                | Begegnung  | Begegnung | Begegnung         | Ergebnis |
| ------------ | ----- | -------------------------------------- | ---------- | --------- | ----------------- | -------- |
| 12. August   | 14:00 | Estadio Cesar Nieves, Vargas           | Australien | -         | Kanada            | 1:6      |
| 13. August   | 10:00 | Estadio José A. Casanova, Caracas      | Kanada     | -         | Chinesisch Taipeh | 7:6      |
| 14. August   | 10:00 | Estadio José A. Casanova, Caracas      | Kanada     | -         | Hongkong          | - 1      |
| 16. August   | 10:00 | Estadio Aviación, Maracay              | Kanada     | -         | Niederlande       | 12:1 (5) |
| 16. August   | 19:00 | Estadio José Perez Colmenares, Maracay | Venezuela  | -         | Kanada            | 3:2      |
| 16. August 2 | 19:00 | Estadio José Perez Colmenares, Maracay | Venezuela  | -         | Kanada            | 3:2 (8)  |

1 Spiel nicht durchgeführt

2 Spiel vom 15. August auf den 16. August verschoben.

Tabellenplatz Gruppe A
| Pl. |        | S | N | Pzt.  |
| 2.  | Kanada | 3 | 1 | 0.750 |

Zwischenrunde Gruppe C
| Datum      | Zeit  | Stadion                                | Begegnung          | Begegnung | Begegnung | Ergebnis |
| ---------- | ----- | -------------------------------------- | ------------------ | --------- | --------- | -------- |
| 18. August | 10:00 | Estadio José Perez Colmenares, Maracay | Vereinigte Staaten | -         | Kanada    | 10:1     |
| 19. August | 15:00 | Estadio José Perez Colmenares, Maracay | Kanada             | -         | Japan     | 2:6      |
| 20. August | 10:00 | Estadio José Perez Colmenares, Maracay | Kuba               | –         | Kanada    | 9:10     |

Tabellenplatz Gruppe C
| Pl. |        | S | N | Pzt.  |
| 5.  | Kanada | 2 | 3 | 0.400 |

Finalrunde
| Spiel            | Datum      | Zeit  | Stadion                                | Begegnung | Begegnung | Begegnung | Ergebnis |
| ---------------- | ---------- | ----- | -------------------------------------- | --------- | --------- | --------- | -------- |
| Spiel um Platz 5 | 21. August | 10:00 | Estadio José Perez Colmenares, Maracay | Kuba      | -         | Kanada    | 1:5 (5)  |

### Kuba
Die Mannschaft aus Kuba nahm nach 2006 zum zweiten Mal an der Baseball-Weltmeisterschaft der Frauen teil.
Ergebnisse
Vorrunde Gruppe B
| Datum        | Zeit  | Stadion                                | Begegnung          | Begegnung | Begegnung   | Ergebnis |
| ------------ | ----- | -------------------------------------- | ------------------ | --------- | ----------- | -------- |
| 12. August   | 10:00 | Estadio Aviación, Maracay              | Kuba               | -         | Südkorea    | 21:9 (6) |
| 13. August   | 14:00 | Estadio José Perez Colmenares, Maracay | Japan              | -         | Kuba        | 3:1      |
| 15. August 1 | 10:00 | Estadio José Perez Colmenares, Maracay | Kuba               | -         | Puerto Rico | 12:1 (5) |
| 15. August 2 | 18:00 | Estadio Aviación, Maracay              | Vereinigte Staaten | -         | Kuba        | 5:0      |

1 Spiel vom 14. August auf den 15. August verschoben.

2 Spiel vom 16. August auf den 15. August vorverlegt.

Tabellenplatz Gruppe B
| Pl. |      | S | N | Pzt.  |
| 3.  | Kuba | 2 | 2 | 0.500 |

Zwischenrunde Gruppe C
| Datum      | Zeit  | Stadion                                | Begegnung | Begegnung | Begegnung  | Ergebnis |
| ---------- | ----- | -------------------------------------- | --------- | --------- | ---------- | -------- |
| 18. August | 19:00 | Estadio José Perez Colmenares, Maracay | Kuba      | -         | Venezuela  | 3:4      |
| 19. August | 10:00 | Estadio José Perez Colmenares, Maracay | Kuba      | -         | Australien | 2:6      |
| 20. August | 10:00 | Estadio José Perez Colmenares, Maracay | Kuba      | -         | Kanada     | 9:10     |

Tabellenplatz Gruppe C
| Pl. |      | S | N | Pzt.  |
| 6.  | Kuba | 0 | 5 | 0.000 |

Finalrunde
| Spiel            | Datum      | Zeit  | Stadion                                | Begegnung | Begegnung | Begegnung | Ergebnis |
| ---------------- | ---------- | ----- | -------------------------------------- | --------- | --------- | --------- | -------- |
| Spiel um Platz 5 | 21. August | 10:00 | Estadio José Perez Colmenares, Maracay | Kuba      | -         | Kanada    | 1:5 (5)  |

### Puerto Rico
Die Mannschaft aus Puerto Rico nahm zum ersten Mal an der Baseball-Weltmeisterschaft der Frauen teil.
Ergebnisse
Vorrunde Gruppe B
| Datum        | Zeit  | Stadion                                | Begegnung   | Begegnung | Begegnung          | Ergebnis |
| ------------ | ----- | -------------------------------------- | ----------- | --------- | ------------------ | -------- |
| 15. August 1 | 10:00 | Estadio José Perez Colmenares, Maracay | Kuba        | -         | Puerto Rico        | 12:1 (5) |
| 16. August 2 | 10:00 | Estadio José Perez Colmenares, Maracay | Südkorea    | -         | Puerto Rico        | 0:10 (5) |
| 16. August 3 | 15:00 | Estadio José Perez Colmenares, Maracay | Puerto Rico | -         | Vereinigte Staaten | 0:9      |
| 17. August 4 | 14:00 | Estadio José Perez Colmenares, Maracay | Puerto Rico | -         | Japan              | 0:10 (6) |

1 Spiel vom 14. August auf den 15. August verschoben.

2 Spiel vom 13. August auf den 16. August verschoben.

3 Spiel vom 15. August auf den 16. August verschoben.

4 Spiel vom 16. August auf den 17. August verschoben.
Tabellenplatz Gruppe B
| Pl. |             | S | N | Pzt.  |
| 4.  | Puerto Rico | 1 | 3 | 0.250 |

Zwischenrunde Gruppe D
| Datum      | Zeit  | Stadion                   | Begegnung         | Begegnung | Begegnung   | Ergebnis   |
| ---------- | ----- | ------------------------- | ----------------- | --------- | ----------- | ---------- |
| 19. August | 14:00 | Estadio Aviación, Maracay | Niederlande       | -         | Puerto Rico | 1:11 (5) 1 |
| 20. August | 10:00 | Estadio Aviación, Maracay | Chinesisch Taipeh | -         | Puerto Rico | 16:1 (5)   |

1 gemäß offiziellem Box-Score

Tabellenplatz Gruppe D
| Pl. |             | S | N | Pzt.  |
| 2.  | Puerto Rico | 2 | 1 | 0.667 |

Finalrunde
| Spiel            | Datum      | Zeit  | Stadion                   | Begegnung   | Begegnung | Begegnung         | Ergebnis |
| ---------------- | ---------- | ----- | ------------------------- | ----------- | --------- | ----------------- | -------- |
| Spiel um Platz 7 | 21. August | 14:00 | Estadio Aviación, Maracay | Puerto Rico | -         | Chinesisch Taipeh | 3:4      |

### Vereinigte Staaten
Die Mannschaft aus den Vereinigten Staaten nahm zum vierten Mal an der Baseball-Weltmeisterschaft der Frauen teil. Somit war sie bei jeder Austragung qualifiziert.
Ergebnisse
Vorrunde Gruppe B
| Datum        | Zeit  | Stadion                                | Begegnung          | Begegnung | Begegnung          | Ergebnis |
| ------------ | ----- | -------------------------------------- | ------------------ | --------- | ------------------ | -------- |
| 12. August   | 10:00 | Estadio José Perez Colmenares, Maracay | Japan              | -         | Vereinigte Staaten | 5:1      |
| 15. August 1 | 10:00 | Estadio Aviación, Maracay              | Vereinigte Staaten | -         | Südkorea           | 21:0 (5) |
| 15. August 2 | 18:00 | Estadio Aviación, Maracay              | Vereinigte Staaten | -         | Kuba               | 5:0      |
| 16. August 3 | 15:00 | Estadio José Perez Colmenares, Maracay | Puerto Rico        | -         | Vereinigte Staaten | 0:9      |

1 Spiel vom 14. August auf den 15. August verschoben.

2 Spiel vom 16. August auf den 15. August vorverlegt.

3 Spiel vom 15. August auf den 16. August verschoben.

Tabellenplatz Gruppe B
| Pl. |                    | S | N | Pzt.  |
| 2.  | Vereinigte Staaten | 3 | 1 | 0.750 |

Zwischenrunde Gruppe C
| Datum      | Zeit  | Stadion                                | Begegnung          | Begegnung | Begegnung          | Ergebnis |
| ---------- | ----- | -------------------------------------- | ------------------ | --------- | ------------------ | -------- |
| 18. August | 10:00 | Estadio José Perez Colmenares, Maracay | Vereinigte Staaten | -         | Kanada             | 10:1     |
| 19. August | 19:00 | Estadio José Perez Colmenares, Maracay | Vereinigte Staaten | -         | Venezuela          | 6:7      |
| 20. August | 15:00 | Estadio José Perez Colmenares, Maracay | Australien         | -         | Vereinigte Staaten | 19:6 (6) |

Tabellenplatz Gruppe C
| Pl. |                    | S | N | Pzt.  |
| 4.  | Vereinigte Staaten | 2 | 3 | 0.400 |

Finalrunde
| Spiel            | Datum      | Zeit  | Stadion                                | Begegnung          | Begegnung | Begegnung          | Ergebnis |
| ---------------- | ---------- | ----- | -------------------------------------- | ------------------ | --------- | ------------------ | -------- |
| Halbfinale       | 21. August | 14:00 | Estadio José Perez Colmenares, Maracay | Vereinigte Staaten | -         | Japan              | 1:6      |
| Spiel um Platz 3 | 22. August | 10:00 | Estadio José Perez Colmenares, Maracay | Venezuela          | -         | Vereinigte Staaten | 5:15 (6) |

## Südamerika

### Venezuela
Die Mannschaft aus Venezuela nahm zum ersten Mal an der Baseball-Weltmeisterschaft der Frauen teil. 2010 sind sie Gastgeber.
Ergebnisse
Vorrunde Gruppe A
| Datum        | Zeit  | Stadion                                | Begegnung         | Begegnung | Begegnung | Ergebnis |
| ------------ | ----- | -------------------------------------- | ----------------- | --------- | --------- | -------- |
| 12. August   | 19:30 | Estadio José A. Casanova, Caracas      | Niederlande       | -         | Venezuela | 4:20 (5) |
| 15. August 1 | 19:00 | Estadio José Perez Colmenares, Maracay | Chinesisch Taipeh | -         | Venezuela | 3:5      |
| 16. August   | 18:00 | Estadio José A. Casanova, Caracas      | Venezuela         | -         | Hongkong  | - 2      |
| 16. August 3 | 19:00 | Estadio José Perez Colmenares, Maracay | Venezuela         | -         | Kanada    | 3:2 (8)  |

1 Spiel vom 14. August auf den 15. August verschoben.

2 Spiel nicht durchgeführt

2 Spiel vom 15. August auf den 16. August verschoben.

Tabellenplatz Gruppe A
| Pl. |           | S | N | Pzt.  |
| 1.  | Venezuela | 4 | 0 | 1.000 |

Zwischenrunde Gruppe C
| Datum      | Zeit  | Stadion                                | Begegnung          | Begegnung | Begegnung | Ergebnis |
| ---------- | ----- | -------------------------------------- | ------------------ | --------- | --------- | -------- |
| 18. August | 19:00 | Estadio José Perez Colmenares, Maracay | Kuba               | -         | Venezuela | 3:4      |
| 19. August | 19:00 | Estadio José Perez Colmenares, Maracay | Vereinigte Staaten | -         | Venezuela | 6:7      |
| 20. August | 19:00 | Estadio José Perez Colmenares, Maracay | Venezuela          | -         | Japan     | 0:10 (5) |

Tabellenplatz Gruppe C
| Pl. |           | S | N | Pzt.  |
| 2.  | Venezuela | 4 | 1 | 0.800 |

Finalrunde
| Spiel            | Datum      | Zeit  | Stadion                                | Begegnung  | Begegnung | Begegnung          | Ergebnis |
| ---------------- | ---------- | ----- | -------------------------------------- | ---------- | --------- | ------------------ | -------- |
| Halbfinale       | 21. August | 15:00 | Estadio José Perez Colmenares, Maracay | Australien | -         | Venezuela          | 12:2     |
| Spiel um Platz 3 | 22. August | 10:00 | Estadio José Perez Colmenares, Maracay | Venezuela  | -         | Vereinigte Staaten | 5:15 (6) |

## Asien

### Hongkong
Die Mannschaft aus Hongkong nahm nach 2006 und 2008 zum dritten Mal an der Baseball-Weltmeisterschaft der Frauen teil.

Bei einem Zwischenfall am 13. August während des Spieles gegen die Niederlande wurde die Spielerin Cheuk Woon-Yee von einer Kugel am Bein gestreift. Der Vorfall ereignete sich im Estadio José Antonio Casanova im Fort Tiuna, einer Militärgarnison in Caracas. Die restlichen Spiele vom 13. August und sämtliche Spiele vom 14. August wurden abgesagt und später in Maracay nachgeholt. Die Mannschaft aus Hongkong gab das Turnier auf und reiste ab.
Ergebnisse
Vorrunde Gruppe A
| Datum      | Zeit  | Stadion                           | Begegnung         | Begegnung | Begegnung   | Ergebnis   |
| ---------- | ----- | --------------------------------- | ----------------- | --------- | ----------- | ---------- |
| 12. August | 10:00 | Estadio Cesar Nieves, Vargas      | Chinesisch Taipeh | -         | Hongkong    | 17:1 (5) 1 |
| 13. August | 14:30 | Estadio José A. Casanova, Caracas | Hongkong          | -         | Niederlande | 9:12 (3) 2 |
| 14. August | 10:00 | Estadio José A. Casanova, Caracas | Kanada            | -         | Hongkong    | - 3        |
| 15. August | 10:00 | Estadio José A. Casanova, Caracas | Hongkong          | -         | Australien  | - 3        |
| 16. August | 18:00 | Estadio José A. Casanova, Caracas | Venezuela         | -         | Hongkong    | - 3        |

1 Das Resultat des Spieles Chinesisches Taipeh gegen Hongkong wurde aus der Wertung genommen.

2 Das Spiel Hongkong gegen die Niederlande wurde nach dem dritten Inning abgebrochen.

3 Spiel nicht durchgeführt.

### Japan
Die Mannschaft aus Japan nahm zum vierten Mal an der Baseball-Weltmeisterschaft der Frauen teil. Somit war sie bei jeder Austragung qualifiziert. Die Japanerinnen traten als Titelverteidigerinnen an und konnten den Titel erfolgreich verteidigen.
Ergebnisse
Vorrunde Gruppe B
| Datum        | Zeit  | Stadion                                | Begegnung   | Begegnung | Begegnung          | Ergebnis |
| ------------ | ----- | -------------------------------------- | ----------- | --------- | ------------------ | -------- |
| 12. August   | 10:00 | Estadio José Perez Colmenares, Maracay | Japan       | -         | Vereinigte Staaten | 5:1      |
| 13. August   | 14:00 | Estadio José Perez Colmenares, Maracay | Japan       | -         | Kuba               | 3:1      |
| 15. August   | 14:00 | Estadio Aviación, Maracay              | Südkorea    | -         | Japan              | 0:14 (5) |
| 17. August 5 | 14:00 | Estadio José Perez Colmenares, Maracay | Puerto Rico | -         | Japan              | 0:10 (6) |

1 Spiel vom 16. August auf den 17. August verschoben.
Tabellenplatz Gruppe B
| Pl. |       | S | N | Pzt.  |
| 1.  | Japan | 4 | 0 | 1.000 |

Zwischenrunde Gruppe C
| Datum      | Zeit  | Stadion                                | Begegnung  | Begegnung | Begegnung | Ergebnis |
| ---------- | ----- | -------------------------------------- | ---------- | --------- | --------- | -------- |
| 18. August | 15:00 | Estadio José Perez Colmenares, Maracay | Australien | -         | Japan     | 10:9     |
| 19. August | 15:00 | Estadio José Perez Colmenares, Maracay | Kanada     | -         | Japan     | 2:6      |
| 20. August | 19:00 | Estadio José Perez Colmenares, Maracay | Venezuela  | -         | Japan     | 0:10 (5) |

Tabellenplatz Gruppe C
| Pl. |       | S | N | Pzt.  |
| 1.  | Japan | 4 | 1 | 0.800 |

Finalrunde
| Spiel      | Datum      | Zeit  | Stadion                                | Begegnung          | Begegnung | Begegnung | Ergebnis |
| ---------- | ---------- | ----- | -------------------------------------- | ------------------ | --------- | --------- | -------- |
| Halbfinale | 21. August | 14:00 | Estadio José Perez Colmenares, Maracay | Vereinigte Staaten | -         | Japan     | 1:6      |
| Finale     | 22. August | 15:00 | Estadio José Perez Colmenares, Maracay | Australien         | -         | Japan     | 3:13 (5) |

### Südkorea
Die Mannschaft aus Südkorea nahm nach 2008 zum zweiten Mal an der Baseball-Weltmeisterschaft der Frauen teil.
Ergebnisse
Vorrunde Gruppe B
| Datum        | Zeit  | Stadion                                | Begegnung          | Begegnung | Begegnung   | Ergebnis |
| ------------ | ----- | -------------------------------------- | ------------------ | --------- | ----------- | -------- |
| 12. August   | 10:00 | Estadio Aviación, Maracay              | Kuba               | -         | Südkorea    | 21:9 (6) |
| 15. August 1 | 10:00 | Estadio Aviación, Maracay              | Vereinigte Staaten | -         | Südkorea    | 21:0 (5) |
| 15. August   | 14:00 | Estadio Aviación, Maracay              | Südkorea           | -         | Japan       | 0:14 (5) |
| 16. August 2 | 10:00 | Estadio José Perez Colmenares, Maracay | Südkorea           | -         | Puerto Rico | 0:10 (5) |

1 Spiel vom 14. August auf den 15. August verschoben.

2 Spiel vom 13. August auf den 16. August verschoben.

| Pl. |          | S | N | Pzt.  |
| 5.  | Südkorea | 0 | 4 | 0.000 |

Zwischenrunde Gruppe D
| Datum      | Zeit  | Stadion                   | Begegnung   | Begegnung | Begegnung         | Ergebnis |
| ---------- | ----- | ------------------------- | ----------- | --------- | ----------------- | -------- |
| 19. August | 10:00 | Estadio Aviación, Maracay | Südkorea    | -         | Chinesisch Taipeh | 2:12 (6) |
| 20. August | 14:00 | Estadio Aviación, Maracay | Niederlande | -         | Südkorea          | 5:15 (6) |

Tabellenplatz Gruppe D
| Pl. |          | S | N | Pzt.  |
| 3.  | Südkorea | 1 | 2 | 0.333 |

Finalrunde
| Spiel            | Datum      | Zeit  | Stadion                   | Begegnung   | Begegnung | Begegnung | Ergebnis |
| ---------------- | ---------- | ----- | ------------------------- | ----------- | --------- | --------- | -------- |
| Spiel um Platz 9 | 21. August | 10:00 | Estadio Aviación, Maracay | Niederlande | -         | Südkorea  | 4:11     |

### Chinesisches Taipeh
Die Mannschaft aus dem Chinesischen Taipeh nahm zum vierten Mal an der Baseball-Weltmeisterschaft der Frauen teil. Somit war sie bei jeder Austragung qualifiziert.
Ergebnisse
Vorrunde Gruppe A
| Datum        | Zeit  | Stadion                                | Begegnung         | Begegnung | Begegnung         | Ergebnis   |
| ------------ | ----- | -------------------------------------- | ----------------- | --------- | ----------------- | ---------- |
| 12. August   | 10:00 | Estadio Cesar Nieves, Vargas           | Chinesisch Taipeh | -         | Hongkong          | 17:1 (5) 1 |
| 13. August   | 10:00 | Estadio José A. Casanova, Caracas      | Kanada            | -         | Chinesisch Taipeh | 7:6        |
| 15. August 2 | 19:00 | Estadio José Perez Colmenares, Maracay | Chinesisch Taipeh | -         | Venezuela         | 3:5        |
| 16. August   | 14:00 | Estadio Aviación, Maracay              | Chinesisch Taipeh | -         | Australien        | 0:4        |
| 16. August 3 | 18:00 | Estadio Aviación, Maracay              | Niederlande       | -         | Chinesisch Taipeh | 0:11       |

1 Das Resultat des Spieles Chinesisches Taipeh gegen Hongkong wurde aus der Wertung genommen, da das Team aus Hongkong sich zurückzog.

2 Spiel vom 14. August auf den 15. August verschoben.

3 Spiel vom 15. August auf den 16. August verschoben.

Tabellenplatz Gruppe A
| Pl. |                   | S | N | Pzt.  |
| 4.  | Chinesisch Taipeh | 1 | 3 | 0.250 |

Zwischenrunde Gruppe D
| Datum      | Zeit  | Stadion                   | Begegnung         | Begegnung | Begegnung         | Ergebnis |
| ---------- | ----- | ------------------------- | ----------------- | --------- | ----------------- | -------- |
| 19. August | 10:00 | Estadio Aviación, Maracay | Südkorea          | -         | Chinesisch Taipeh | 2:12 (6) |
| 20. August | 10:00 | Estadio Aviación, Maracay | Chinesisch Taipeh | -         | Puerto Rico       | 16:1 (5) |

Tabellenplatz Gruppe D
| Pl. |                   | S | N | Pzt.  |
| 1.  | Chinesisch Taipeh | 3 | 0 | 1.000 |

Finalrunde
| Spiel            | Datum      | Zeit  | Stadion                   | Begegnung   | Begegnung | Begegnung         | Ergebnis |
| ---------------- | ---------- | ----- | ------------------------- | ----------- | --------- | ----------------- | -------- |
| Spiel um Platz 7 | 21. August | 14:00 | Estadio Aviación, Maracay | Puerto Rico | -         | Chinesisch Taipeh | 3:4      |

## Ozeanien

### Australien
Die Mannschaft aus Australien nahm zum vierten Mal an der Baseball-Weltmeisterschaft der Frauen teil. Somit war sie bei jeder Austragung qualifiziert.
Ergebnisse
Vorrunde Gruppe A
| Datum        | Zeit  | Stadion                                | Begegnung         | Begegnung | Begegnung   | Ergebnis |
| ------------ | ----- | -------------------------------------- | ----------------- | --------- | ----------- | -------- |
| 12. August   | 14:00 | Estadio Cesar Nieves, Vargas           | Australien        | -         | Kanada      | 1:6      |
| 15. August   | 10:00 | Estadio José A. Casanova, Caracas      | Hongkong          | -         | Australien  | - 1      |
| 15. August 2 | 15:00 | Estadio José Perez Colmenares, Maracay | Australien        | -         | Niederlande | 16:3 (5) |
| 16. August   | 14:00 | Estadio Aviación, Maracay              | Chinesisch Taipeh | -         | Australien  | 0:4      |
| 17. August 3 | 19:00 | Estadio José Perez Colmenares, Maracay | Venezuela         | -         | Australien  | 8:1      |

1 Spiel nicht durchgeführt

2 Spiel vom 14. August auf den 15. August verschoben.

3 Spiel vom 14. August auf den 17. August verschoben.
Tabellenplatz Gruppe A
| Pl. |            | S | N | Pzt.  |
| 3.  | Australien | 2 | 2 | 0.500 |

Zwischenrunde Gruppe C
| Datum      | Zeit  | Stadion                                | Begegnung  | Begegnung | Begegnung          | Ergebnis |
| ---------- | ----- | -------------------------------------- | ---------- | --------- | ------------------ | -------- |
| 18. August | 15:00 | Estadio José Perez Colmenares, Maracay | Australien | -         | Japan              | 10:9     |
| 19. August | 10:00 | Estadio José Perez Colmenares, Maracay | Kuba       | -         | Australien         | 2:6      |
| 20. August | 15:00 | Estadio José Perez Colmenares, Maracay | Australien | -         | Vereinigte Staaten | 19:6 (6) |

Tabellenplatz Gruppe C
| Pl. |            | S | N | Pzt.  |
| 3.  | Australien | 3 | 2 | 0.600 |

Finalrunde
| Spiel      | Datum      | Zeit  | Stadion                                | Begegnung  | Begegnung | Begegnung | Ergebnis |
| ---------- | ---------- | ----- | -------------------------------------- | ---------- | --------- | --------- | -------- |
| Halbfinale | 21. August | 15:00 | Estadio José Perez Colmenares, Maracay | Australien | -         | Venezuela | 12:2     |
| Finale     | 22. August | 15:00 | Estadio José Perez Colmenares, Maracay | Australien | -         | Japan     | 3:13 (5) |